# Mathias Cicconi
Mathias Cicconi (30 mei 2001) is een Belgisch basketballer.

## Carrière
Cicconi speelde in de jeugd van BC L'9 Flénu en speelde vanaf 2020 voor de tweede ploeg van Union Mons-Hainaut maar maakte ook zijn debuut in de BNXT League voor de eerste ploeg in het seizoen 2022/23. Hij was daarnaast ook actief in het 3x3-basketbal. Hij maakte zijn debuut in maart 2023 in een wedstrijd tegen het Nederlandse Den Helder Suns. Hij verliet de ploeg aan het einde van het seizoen voor Boussu Saint-Ghislain United waar hij een seizoen voor speelde.
In 2024 ging hij spelen voor derdeklasser Union BC Quaregnon.